# Howard Alden
Howard Alden (* 17. října 1958, Newport Beach, Kalifornie, USA) je americký jazzový kytarista. Byl jedním z hudebníků, kteří nahrávali hudbu pro film Sladký ničema (Sweet and Lowdown) Woody Allena z roku 1999.